# (82994) 2001 QP154
2001 كيو بي 154 (ويعرف أيضًا باسم (82994) 2001 كيو بي 154 وفق تسمية الكوكب الصغير) (بالإنجليزية: 2001 QP154)‏ هو كويكب ضمن حزام الكويكبات؛ وترتيبه 82994 من حيث الاكتشاف.
اكتُشف هذا الجُرم الفلكي بواسطة William Kwong Yu Yeung ‏ في 30 أغسطس 2001.

## وصلات خارجية
- (82994) 2001 QP154 في قاعدة بيانات مختبر الدفع النفاث لأجرام النظام الشمسي الصغيرة

- الاكتشاف · مخطط المدار ·  العناصر المدارية · المعلمات المادية

- (82994) 2001 QP154 على موقع ويكي سكاي: DSS2, SDSS, GALEX, IRAS, Hydrogen α, X-Ray, Astrophoto, Sky Map, Articles and images